# سفارت آنگولا در لندن
سفارت آنگولا در لندن (به انگلیسی: Embassy of Angola) یک منطقهٔ مسکونی و نمایندگی سیاسی این کشور در بریتانیا است که در شهر وست‌مینستر واقع شده‌است.